# Nomia bicoloripes
Nomia bicoloripes är en biart som beskrevs av Walker 1871. Nomia bicoloripes ingår i släktet Nomia och familjen vägbin. Inga underarter finns listade i Catalogue of Life.